# Oshere
Oshere est un roi des Hwicce, connu en 680 et 693. On le considère généralement comme le frère d'Osric avec lequel il a peut-être partagé le pouvoir. De même, il a sans doute régné conjointement avec ses quatre fils Æthelheard, Æthelweard, Æthelberht et Æthelric.

## Biographie
Oshere est connu par deux documents. Le premier est une charte par laquelle, se qualifiant de « rex », il donne 30 hides (manentes)  de terre sis à Ripple, dans le Worcestershire, à un certain Frithuwald que le texte dit « monacho Uuinfridi episcopi ». La charte est très altérée. Elle est datée de l'an de l'incarnation 680, mais porte également une indiction qui pointe vers 678 ou 693. L'évêque Winfrid est sans doute Wilfrid, déjà témoin d'une donation d'Osric en 675-676. L'altération porte aussi sur le contenu : on y ajouté, à date indéterminée, des clauses d'immunité anachroniques au VIIe siècle. La même année, Æthelmod (qui est peut-être un neveu d'Oshere) fait lui aussi don d'une terre à une abbesse, mais avec le consentement d'Æthelred, roi de Mercie. La position d'Æthelmod dans le groupe dirigeant des Hwicce est incertaine.
Le second document qui mentionne Oshere est une charte datée de 693 par laquelle il donne à l'abbesse Cuthswith 15 hides (tributarii) à Penintanham pour y construire un monastère.  Contrairement à la précédente, cette charte paraît authentique. Finberg, suivi par Sims-William a proposé l'identification de Penintanham avec Inkberrow. Elle est cosignée par les quatre frères Æthelheard, Æthelweard, Æthelberht et Æthelric. Oshere s'y qualifie de « rex Huiccorum ». On ne sait pas qui est Oswid qui signe immédiatement après eux et avant les évêques. Parmi ces derniers, au nombre de huit, on retrouve, après l'archevêque de Canterbury Berhtwald,  Wilfrid comme précédemment et Oftfor, accueilli dans le royaume hwicce par Osric et qui y devient évêque de Worcester.